# Tijana Japundžić
Tijana Japundžić (* 3. November 2002) ist eine serbische Leichtathletin, die sich auf den Sprint spezialisiert hat.

## Sportliche Laufbahn
Erste internationale Erfahrungen sammelte Tijana Japundžić im Jahr 2018, als sie bei den U18-Europameisterschaften in Győr mit 58,00 s in der ersten Runde im 400-Meter-Lauf ausschied und mit der serbischen Sprintstaffel (1000 m) mit 2:14,73 min den Finaleinzug verpasste. Im Jahr darauf schied sie beim Europäischen Olympischen Jugendfestival in Baku mit 57,39 s erneut im Vorlauf auf und musste im Staffelbewerb vorzeitig aufgeben. 2021 belegte sie bei den Balkan-Meisterschaften in Smederevo in 56,74 s den vierten Platz im A-Lauf über 400 m und belegte in 3:42,66 min den vierten Platz mit der serbischen 4-mal-400-Meter-Staffel.
2020 wurde Japundžić serbische Meisterin im 400-Meter-Lauf sowie 2021 in der 4-mal-100-Meter-Staffel. Zudem wurde sie in den Jahren 2020 und 2021 Hallenmeisterin in der 4-mal-200-Meter-Staffel sowie 2021 auch im 200-Meter-Lauf.

## Persönliche Bestleistungen
- 200 Meter: 24,87 s (−1,3 m/s), 13. Juni 2021 in Istanbul
  - 200 Meter (Halle): 24,58 s, 7. Februar 2021 in Belgrad (U20-Landesrekord)
- 400 Meter: 55,20 s, 12. Juni 2021 in Istanbul
  - 400 Meter (Halle): 55,37 s, 30. Januar 2021 in Belgrad